# Liste des sites classés et inscrits de la Martinique
Cet article recense les sites classés et inscrits en Martinique, en France.

## Listes
Les données compilées ci-dessous proviennent de la DREAL de la Martinique, données mises à jour en 2022. La date correspond à celle de la première protection du site (par arrêté ou décret). Les coordonnées sont celles du barycentre de la surface protégée.

### Sites classés
Le tableau suivant recense les sites classés du Martinique en 2023.
| Site                                    | Commune           | Date           | Superficie (ha) | Notes | Coordonnées                         | Photo |
| --------------------------------------- | ----------------- | -------------- | --------------- | ----- | ----------------------------------- | ----- |
| Mornes de la pointe du Diamant          | Les Anses-d'Arlet | 4 janvier 2004 | 1 455           |       | 14° 28′ 52″ nord, 61° 03′ 32″ ouest |       |
| Versant nord-ouest de la montagne Pelée | Grand'Rivière     |                | 2 511           |       | 14° 50′ 02″ nord, 61° 11′ 35″ ouest |       |
| Site des Salines à la baie des Anglais  | Sainte-Anne       | 22 août 2013   | 2 263           |       | 14° 25′ 01″ nord, 60° 51′ 47″ ouest |       |
| Presqu'île de la Caravelle              | La Trinité        | 12 juin 1998   | 3 310           |       | 14° 44′ 56″ nord, 60° 55′ 30″ ouest |       |

### Sites inscrits
Le tableau suivant recense les sites inscrits du Martinique.
| Site                                         | Commune           | Date              | Superficie (ha) | Notes                                                             | Coordonnées                         | Photo |
| -------------------------------------------- | ----------------- | ----------------- | --------------- | ----------------------------------------------------------------- | ----------------------------------- | ----- |
| Morne Champagne et village des Anses d'Arlet | Les Anses-d'Arlet | 16 mai 1989       |                 |                                                                   | 14° 29′ 24″ nord, 61° 04′ 44″ ouest |       |
| Petite-Anse                                  | Les Anses-d'Arlet | 29 avril 2003     |                 |                                                                   | 14° 28′ 12″ nord, 61° 04′ 16″ ouest |       |
| Anse Cafard                                  | Le Diamant        | 29 avril 2003     |                 |                                                                   | 14° 28′ 08″ nord, 61° 02′ 46″ ouest |       |
| Îlet Frégate                                 | Le François       | 26 juillet 2007   |                 |                                                                   | 14° 36′ 22″ nord, 60° 51′ 50″ ouest |       |
| Îlet Lapins                                  | Le François       | 26 juillet 2007   |                 |                                                                   | 14° 37′ 59″ nord, 60° 53′ 02″ ouest |       |
| Îlet Lavigne                                 | Le François       | 26 juillet 2007   |                 |                                                                   | 14° 37′ 59″ nord, 60° 53′ 17″ ouest |       |
| Îlet Long                                    | Le François       | 26 juillet 2007   |                 |                                                                   | 14° 36′ 40″ nord, 60° 51′ 18″ ouest |       |
| Îlet Oscar                                   | Le François       | 26 juillet 2007   |                 |                                                                   | 14° 37′ 41″ nord, 60° 51′ 11″ ouest |       |
| Îlet Pelé                                    | Le François       | 26 juillet 2007   |                 |                                                                   | 14° 36′ 54″ nord, 60° 50′ 56″ ouest |       |
| Îlet Thierry                                 | Le François       | 26 juillet 2007   |                 |                                                                   | 14° 37′ 34″ nord, 60° 50′ 53″ ouest |       |
| Cul-de-sac Ferré                             | Le Marin          | 14 mars 1984      |                 |                                                                   | 14° 28′ 16″ nord, 60° 49′ 12″ ouest |       |
| Cul-de-sac du Marin                          | Le Marin          | 16 mai 1989       |                 |                                                                   | 14° 27′ 32″ nord, 60° 53′ 20″ ouest |       |
| Îlet Boisseau                                | Le Robert         | 26 juillet 2007   |                 |                                                                   | 14° 40′ 26″ nord, 60° 52′ 48″ ouest |       |
| Îlet Chancel                                 | Le Robert         | 26 juillet 2007   |                 |                                                                   | 14° 41′ 38″ nord, 60° 53′ 20″ ouest |       |
| Îlet La Grotte                               | Le Robert         | 26 juillet 2007   |                 |                                                                   | 14° 41′ 17″ nord, 60° 52′ 59″ ouest |       |
| Îlet Loup-Garou                              | Le Robert         | 26 juillet 2007   |                 |                                                                   | 14° 40′ 55″ nord, 60° 50′ 53″ ouest |       |
| Îlet Madame                                  | Le Robert         | 26 juillet 2007   |                 |                                                                   | 14° 40′ 12″ nord, 60° 52′ 59″ ouest |       |
| Îlet Petit Piton                             | Le Robert         | 26 juillet 2007   |                 |                                                                   | 14° 41′ 02″ nord, 60° 52′ 48″ ouest |       |
| Îlet Petit Vincent                           | Le Robert         | 26 juillet 2007   | 1 111           |                                                                   | 14° 41′ 17″ nord, 60° 55′ 16″ ouest |       |
| Îlet Petite Martinique                       | Le Robert         | 26 juillet 2007   |                 |                                                                   | 14° 41′ 10″ nord, 60° 54′ 36″ ouest |       |
| Vallée de la Rivière Blanche                 | Saint-Joseph      | 22 août 1989      |                 |                                                                   | 14° 41′ 56″ nord, 61° 04′ 05″ ouest |       |
| Baie des Anglais                             | Sainte-Anne       | 30 septembre 1986 |                 |                                                                   | 14° 25′ 59″ nord, 60° 51′ 22″ ouest |       |
| Crève Cœur                                   | Sainte-Anne       | 28 novembre 1988  |                 |                                                                   | 14° 27′ 14″ nord, 60° 51′ 25″ ouest |       |
| Zone des Caps                                | Sainte-Anne       | 22 août 1980      |                 |                                                                   | 14° 26′ 31″ nord, 60° 49′ 44″ ouest |       |
| Presqu'île de la Caravelle                   | La Trinité        | 24 août 1998      |                 | Anse l’Etang - Beauséjour - Tartane - Morne Pavillon - Spoutourne | 14° 45′ 00″ nord, 60° 55′ 55″ ouest |       |
| Village de la Poterie                        | Les Trois-Îlets   | 25 juin 1987      |                 |                                                                   | 14° 32′ 06″ nord, 61° 00′ 40″ ouest |       |